# 大河沿站
大河沿站，是兰新客运专线车站，位于中国新疆维吾尔自治区吐鲁番市高昌区大河沿镇境内，2014年12月26日投入使用，隶属乌鲁木齐铁路局管辖，现不办理客运业务。

## 车站结构
大河沿站设有到发线6条，其中包括正线2条，北侧设有一座60米长的基本站台；车站东端北侧设有综合维修工区。

## 周边景区
- 吐鲁番
- 楼兰古城